# Thomas Rigby
Thomas Rigby, britanski general, * 1897, † 1969.